# Van Wesenbekestraat
De Van Wesenbekestraat is een straat in Antwerpen die vooral bekend is vanwege de Chinese gemeenschap die er gevestigd is. Toeristen in Antwerpen noemen deze buurt weleens Chinatown. De Van Arteveldestraat maakt dan ook deel uit van de Chinese buurt. Hoewel deze twee straten behalve veel Chinese zaken ook veel Thaise en Filipijnse zaken bevat, wordt het toch een Chinatown genoemd. Antwerpen heeft de grootste Chinese winkelbuurt van België.
Aan beide uiteinden van de straat, waarvan er één tegenover het station Antwerpen-Centraal is, staan twee marmeren leeuwen die de bewoners van de straat moeten beschermen. Er zijn naast deze leeuwen ook vlaggen en met draken versierde straatverlichting aangebracht die het typische karakter van de buurt moeten benadrukken.
In de straat bevinden zich tal van Aziatische restaurantjes, de grootste Aziatische supermarkt van het land (Sun Wah). Ook is er een kungfuschool, een boeddhistische tempel (Antwerpen Fo Guang Shantempel), een Chinese bakker (St Anna Food) en zijn er tientallen andere supermarkten en restaurants.
Eind 2007 zou de straat een Chinese toegangspoort krijgen. Verzet van Panos Astrid, de plaatselijke vestiging van de broodjesketen Panos, heeft dit voornemen uitgesteld, de poort zou vlak voor hun ingang komen.
In de zomer van 2010 werd dan toch een Chinese toegangspoort gebouwd. Deze werd gemaakt in China, waarna ze in verschillende delen verscheept werd richting Antwerpen om daar opgebouwd te worden.

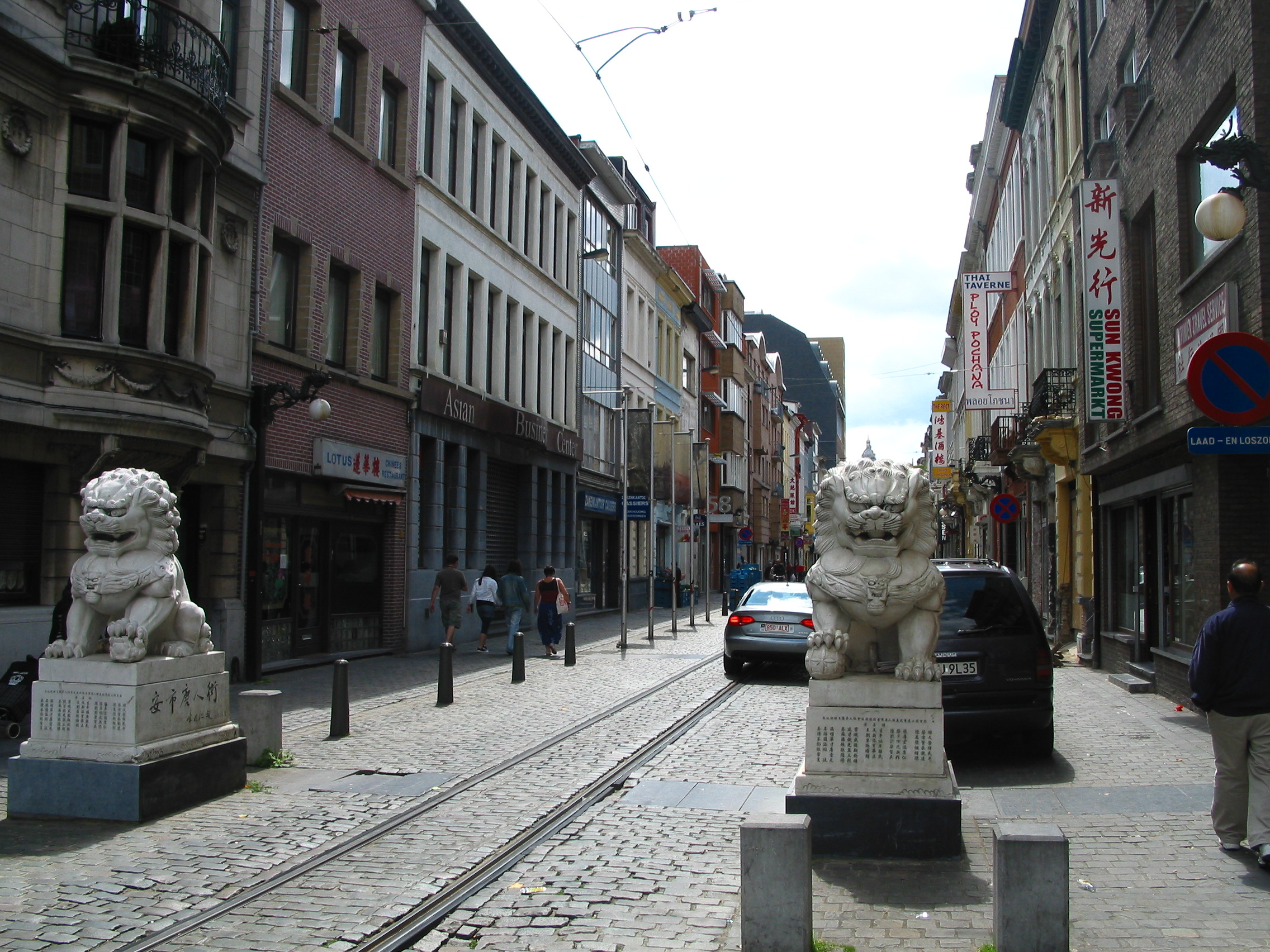
Van Wesenbekestraat gezien vanuit het noorden
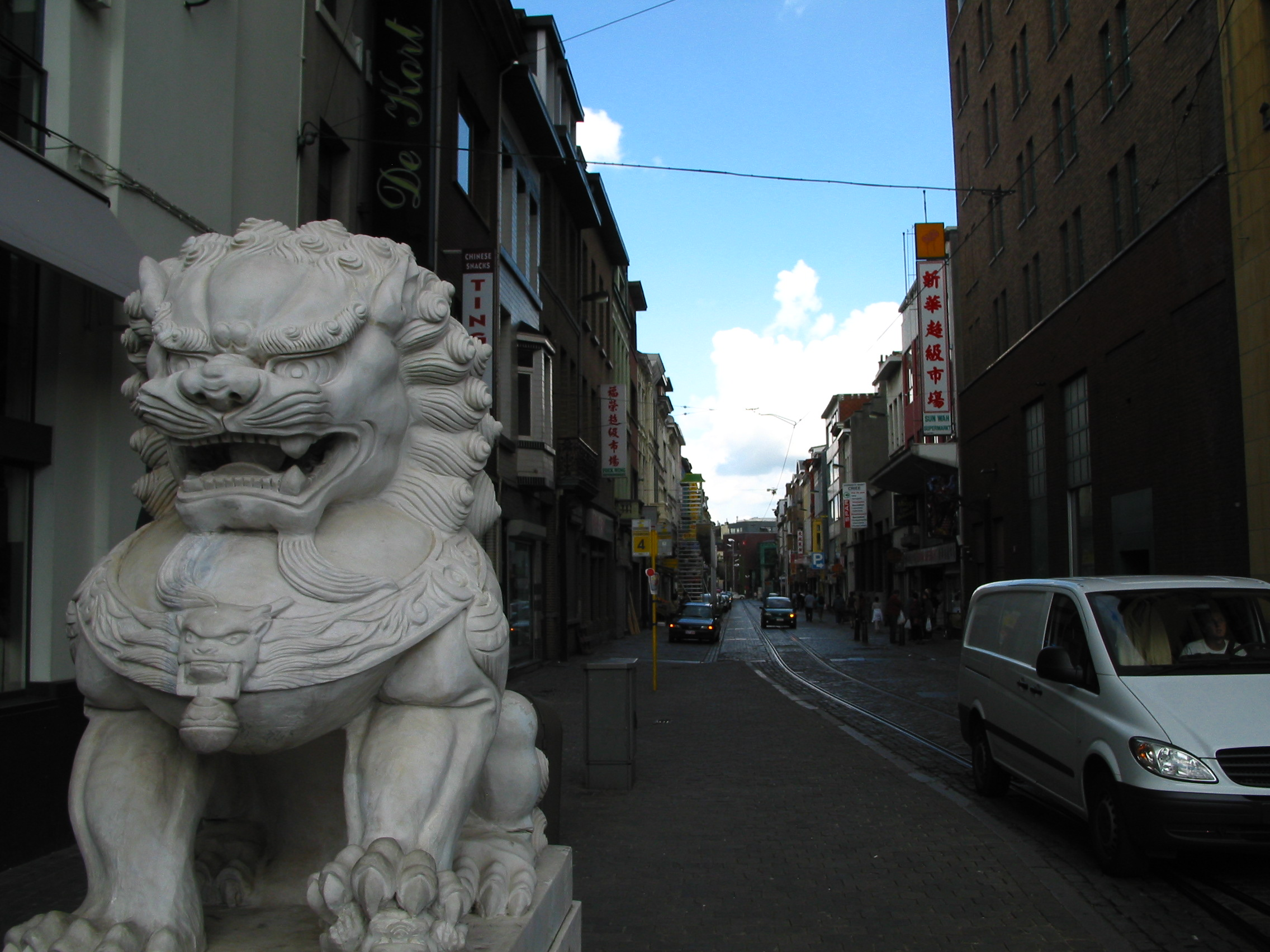
Van Wesenbekestraat gezien vanuit het zuiden
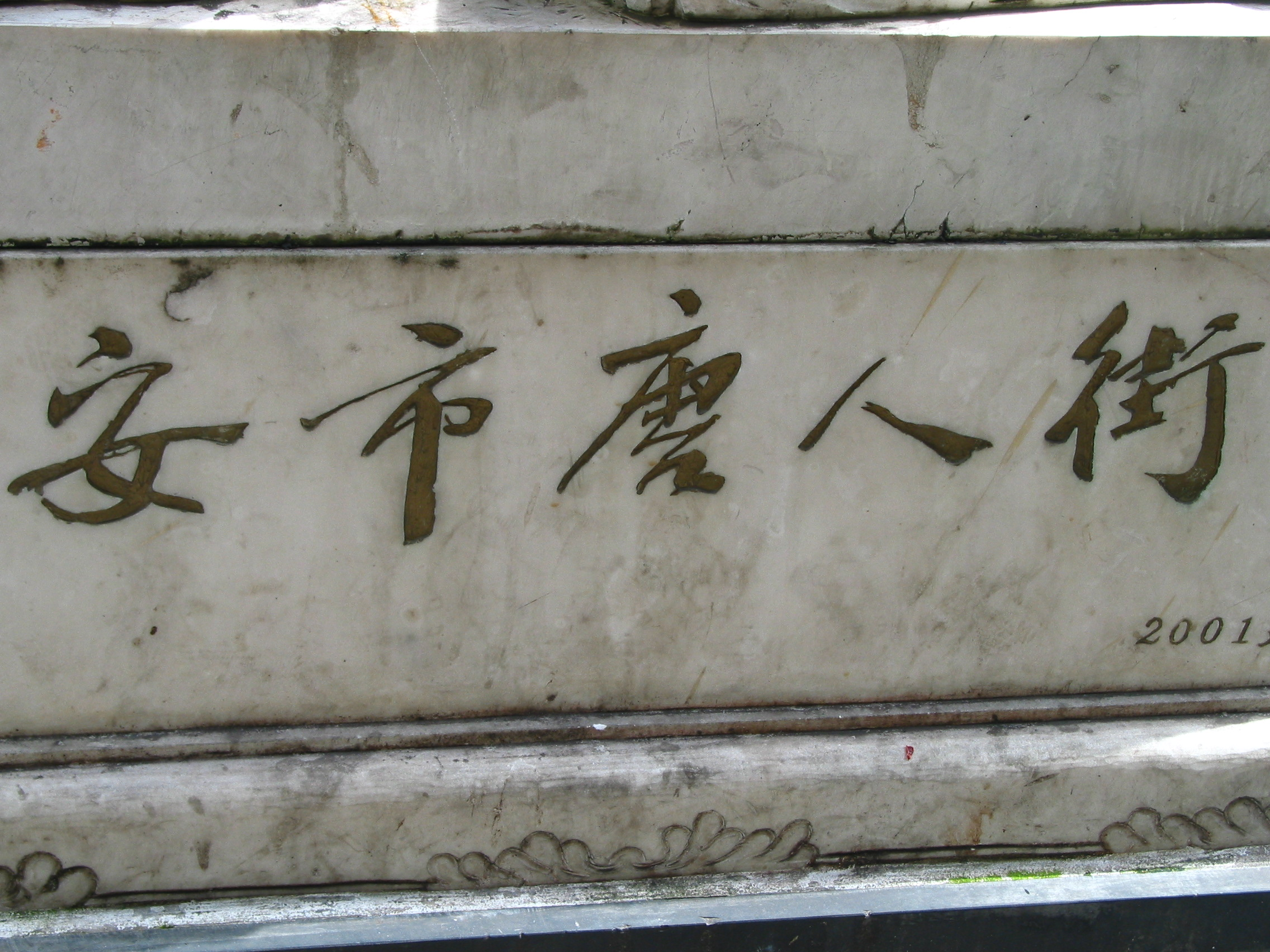
tekst "安市唐人街" aan de zijkant van een stenen leeuw

## Bereikbaarheid
Uitstappen bij metrostation Astrid. Tram 12 rijdt door de straat. De straat is op wandelafstand van het Centraal Station en de F. Rooseveltplaats.